# Бінсванген
Бінсванген (нім. Binswangen) — громада в Німеччині, знаходиться в землі Баварія. Підпорядковується адміністративному округу Швабія. Входить до складу району Діллінген. Складова частина об'єднання громад Вертінген.
Площа — 11,91 км2. Населення становить 1340 ос. (станом на 31 грудня 2020).